# Henning Eriksen
Henning Eriksen, född 28 februari 1878 i Kristiania (nuvarande Oslo), död där 1 oktober 1922, var en norsk skådespelare.
Eriksen scendebuterade 1903 på Centralteatret och var 1904–1912 engagerad vid Bergens teater där hand bland annat utmärkte sig i rollen som Einar i Henrik Ibsens Brand. Därutöver var han filmskådespelare i både Norge och Danmark och debuterade 1913 i Højt spil. Han medverkade i sammanlagt sex stumfilmer åren 1913–1917.
Han var 1906–1915 gift med skådespelaren Magda Blanc och fick med henne dottern Magda Blanc-Eriksen och sonen Henning Blanc, den senare även han skådespelare.

## Filmografi
- 1913 – Højt spil
- 1913 – Styrmandens sidste fart
- 1913 – De nygifte
- 1913 – Kongens foged
- 1916 – Paria
- 1917 – Unge hjerter